# Altica cornivorax
Altica cornivorax là một loài bọ cánh cứng trong họ Chrysomelidae. Loài này được Kral miêu tả khoa học năm 1969.